# 陆军第六镇
陆军第六镇，清朝末年军队现代化改革之后的新军编制之一，相当于现在的师规模。光绪三十一年（1905年）正月组成。光绪三十年（1904年）日俄战起，十二月袁世凯奏请以武卫右军主力和张之洞的自强军主力，加上从第三镇抽调步队各标第二营（共四营）等合编组成。次年正月成镇。初为北洋第四镇。光绪三十一年（1905年）6月，全国军队统一编号，改称陆军第六镇。驻北京南苑。辖第11协和第12协。历任统制有段祺瑞、王士珍、赵国贤、吴禄贞、李纯。徐树铮曾任段祺瑞的参谋。
武昌起义爆发时，其统制是吴禄贞。11协协统李纯，12协协统吴鸿昌，参谋官张联棻。1911年11月7日，吴禄贞被马蕙田暗杀。之后，李纯接任六镇统制，参加南下镇压辛亥革命军事行动。
民国之后改名为陆军第六师，李純續任师长，1913年率部进入江西参加镇压二次革命，因此成為江西都督，再后江苏都督。李纯为冯国璋的嫡系，在軍閥光譜中，屬於直系軍閥的一支。
李纯成為江西督軍后，在1913年9月指派11旅旅長马继曾继任第六师师长。護國戰爭时，第六师进军湖南省，但途中掠劫行為遭到地方反彈，後遭贵州护国军强烈反擊，马继曾兵败，于1916年2月29日在湖南省麻阳县自杀，師長由第11旅旅长周文炳升任。不久周亦兵败，患上精神病，乃由第12旅旅长齐燮元升任。袁世凱死後，齊燮元跟隨其舊長官李純的職務調動將第六師從江西省轉移至江蘇省。在1920年，李純因不明原因自殺，齊燮元昇任江蘇督軍兼第六師師長。
江浙戰爭後，沒有獲得浙江領導權的齊燮元勢力大損，奉系試圖瓦解其勢力，撤銷了齊燮元的江蘇督軍與第六師師長職務，指名由宮邦鐸接任，但齊燮元拒絕調動，此一任命最後無落實。後齊燮遭到張宗昌與盧永祥南北夾擊，因戰敗下野流亡日本，其指揮的陸軍第六師遭到奉系軍閥遣散，為北洋六鎮中第一支完全瓦解的部隊。

## 相关人物
- 张敬尧曾任陆军第六师十一旅二十二团团长。
- 贾德耀曾第12协马队第二标标统。